# Louis Salvérius
Louis Salvérius, dit Salvérius ou Salvé, né le 4 décembre 1933 à Ghlin (province de Hainaut) et mort le 22 mai 1972, est un dessinateur de bande dessinée humoristique belge.

## Biographie
Louis Salvérius naît le 4 décembre 1933 à Ghlin dans le Borinage)
Le 1er avril 1953, à l'âge de 19 ans, Louis Salvérius est engagé dans l'armée. Il entre dans l'infanterie blindée, où il devient un enlumineur, décorant sa chambre ou les havresacs d'images qui préfigurent son arrivée dans Les Tuniques bleues. Louis Salvérius est ensuite engagé en 1956 au bureau de dessin des éditions Dupuis. Après une longue période où il ne fera pas grand-chose, étant par exemple employé à dessiner les grilles de mots croisés. Salvérius ira même chercher du travail ailleurs, dans le studio de dessin animé des éditions, TVA Dupuis, où il travaillera notamment en tant que cadreur. Il réalise ensuite des illustrations pour Risque-Tout, des lettrages pour Robbedoes, et des adaptations de dessins pour les éditions en poche des classiques de l'éditeur dont la collection « Gag de Poche ».
En 1959, il publie sa première bande dessinée, publicitaire, pour la boisson Cécémel et publie quelques mini-récits dans Spirou. On y voit déjà son attrait pour le Far West : La Loi du scalp (sur un texte d'Yvan Delporte), Histoires d'Indiens (avec Maurice Rosy), etc.
Apparue en mini-récits en 1961, Tim et Tom (western parodique sur des scénarios de Jacques Devos) est sa première série. Suivent, dans la même veine Whamoka et Whikilowat (les aventures de deux Peaux-Rouges, encore imaginées par Devos) et Petit-Cactus (sur un scénario de Paul Deliège).
En 1969, Raoul Cauvin lui propose le scénario des Tuniques bleues, grande série à suivre censée combler le vide laissé par le départ de Lucky Luke chez Pilote. Charles Dupuis, convaincu, le libère de ses obligations chez Dupuis pour l'embaucher dans son sérail de dessinateurs.
Il meurt le 22 mai 1972 d'un infarctus du myocarde, à seulement 38 ans, alors qu'il travaillait sur la nouvelle aventure des Tuniques bleues, Les Hors-la-loi. L'album, renommé Outlaw, sera terminé par Lambil, qui deviendra alors le dessinateur attitré de la série.
En 1973, il reçoit, pour l'ensemble de son œuvre, le prix Saint-Michel mention spéciale humour à titre posthume.

## Œuvres publiées

### Albums
Concernant le tome 4, Outlaw, les huit dernières planches sont dessinées par Lambil à la suite du décès de Salvérius évoqué ci-dessus. Les tomes 9 et 10, quant à eux, sont composés de gags et d'histoires courtes qui correspondent aux débuts de la série dans Spirou.

### Collectifs
- Contes de Noël du journal Spirou 1955-1969, Dupuis, coll. « Patrimoine », Marcinelle, 27 novembre 2020
Scénario : collectif - Dessin : collectif dont Salvérius - Couleurs : quadrichromie -  (ISBN 979-10-34738-18-2)

### Illustration

#### Collection du Carrousel
- Whamoka et Whikilowat, t. 1 : Une Journée chez les Indiens (décor et couleur), avec Jamic (dessin) et Jacques Devos (scénario), no 6, Dupuis, 1966.
- Whamoka et Whikilowat, t. 2 : La Légende du désert (décor et couleur), avec Jamic (dessin) et Jacques Devos (scénario), no 14, Dupuis, 1967.

#### Périodiques
- M. Archive alias Thierry Martens, « Dossier Spirou : Qui est qui ? », Spirou (supplément), Dupuis, no 1652,‎ 11 décembre 1969, p. 4-5 (lire en ligne).